# Lecanopteris
Lecanopteris, rod paprati iz porodice osladovki smješten u tribus Lecanoptereae dio potporodice Microsoroideae. Sastoji se od 24 vrste. Uključeni i rodovi Zealandia i Dendroconche fide Perrie et al. Rasprostranjenst: Malezija, Australija, Pacifik.  (2021).
Tipična je Lecanopteris carnosa (Reinw.) Blume., epifit sa otoka Sulawesi. Rod je opisan u Flora 8(2, Beil.): 48. 1825. (20 Oct-14 Dec 1825)

## Vrste
1. Lecanopteris ampla (F.Muell. ex Benth.) Perrie & Brownsey
2. Lecanopteris annabellae (H.O.Forbes) Perrie & Brownsey
3. Lecanopteris balgooyi Hennipman
4. Lecanopteris carnosa (Reinw.) Blume
5. Lecanopteris celebica Hennipman
6. Lecanopteris crustacea Copel.
7. Lecanopteris darnaedii Hennipman
8. Lecanopteris deparioides (Ces.) Baker
9. Lecanopteris holttumii Hennipman
10. Lecanopteris kingii (Copel.) Perrie & Brownsey
11. Lecanopteris latilobata (Hennipman & Hett.) Perrie & Brownsey
12. Lecanopteris linguiformis (Mett.) Perrie & Brownsey
13. Lecanopteris lomarioides (Kunze ex Mett.) Copel.
14. Lecanopteris luzonensis Hennipman
15. Lecanopteris mirabilis (C.Chr.) Copel.
16. Lecanopteris novae-zealandiae (Baker) Perrie & Brownsey
17. Lecanopteris pumila Blume
18. Lecanopteris pustulata (G.Forst.) Perrie & Brownsey
19. Lecanopteris sayeri (F.Muell. & Baker) Perrie & Brownsey
20. Lecanopteris scandens (G.Forst.) Perrie & Brownsey
21. Lecanopteris sinuosa (Wall. ex Hook.) Copel.
22. Lecanopteris spinosa Jermy & T.Walker
23. Lecanopteris varians (Mett.) Perrie & Brownsey
24. Lecanopteris vieillardii (Mett.) Perrie & Brownsey